# 형수당
형수당은 대한민국 충청남도 금산군 군북면 내부길 30-6에 있는 사당이다. 2011년 8월 16일 금산군의 향토유적 제22호로 지정되었다.

## 개요
형수당은 효성이 지극하고 우애가 돈독한 전유(全瑜), 전완(全琬), 전구(全球) 삼형제를 배향한 사당이다. 삼형제는 대현(大賢) 우암 송시열(尤庵 宋時烈) 문하에 수학하였으나 벼슬길에는 나가지 않고 형제가 한 집안에 같이 살면서 힘을 다해서 부모봉양과 형제 우애를 위해서만 힘썼다고 전한다.